# Бейрути, Риад
Риад Бейрути (араб. ریاض بیروتي‎ , фр. Riad Beyrouti; род. 6 мая 1944) — французский художник сирийского происхождения.

## Биография
Родился 6 мая 1944 года в Дамаске. С 1969 года живёт в регионе Нижняя Нормандия, во Франции.
Риад Бейрути окончил Дамасскую Национальную школу изящных искусств, где он специализировался в области скульптуры. Он переехал во Францию в 1969 году и учился в Высшей Национальной школе изящных искусств в Париже, по специальности «скульптура». Отделение скульптуры этой школы в то время возглавлял Сезар Бальдаччини.
Риад Бейрути принимает участие в различных выставках в Кане и в Онфлёре.

## Галерея

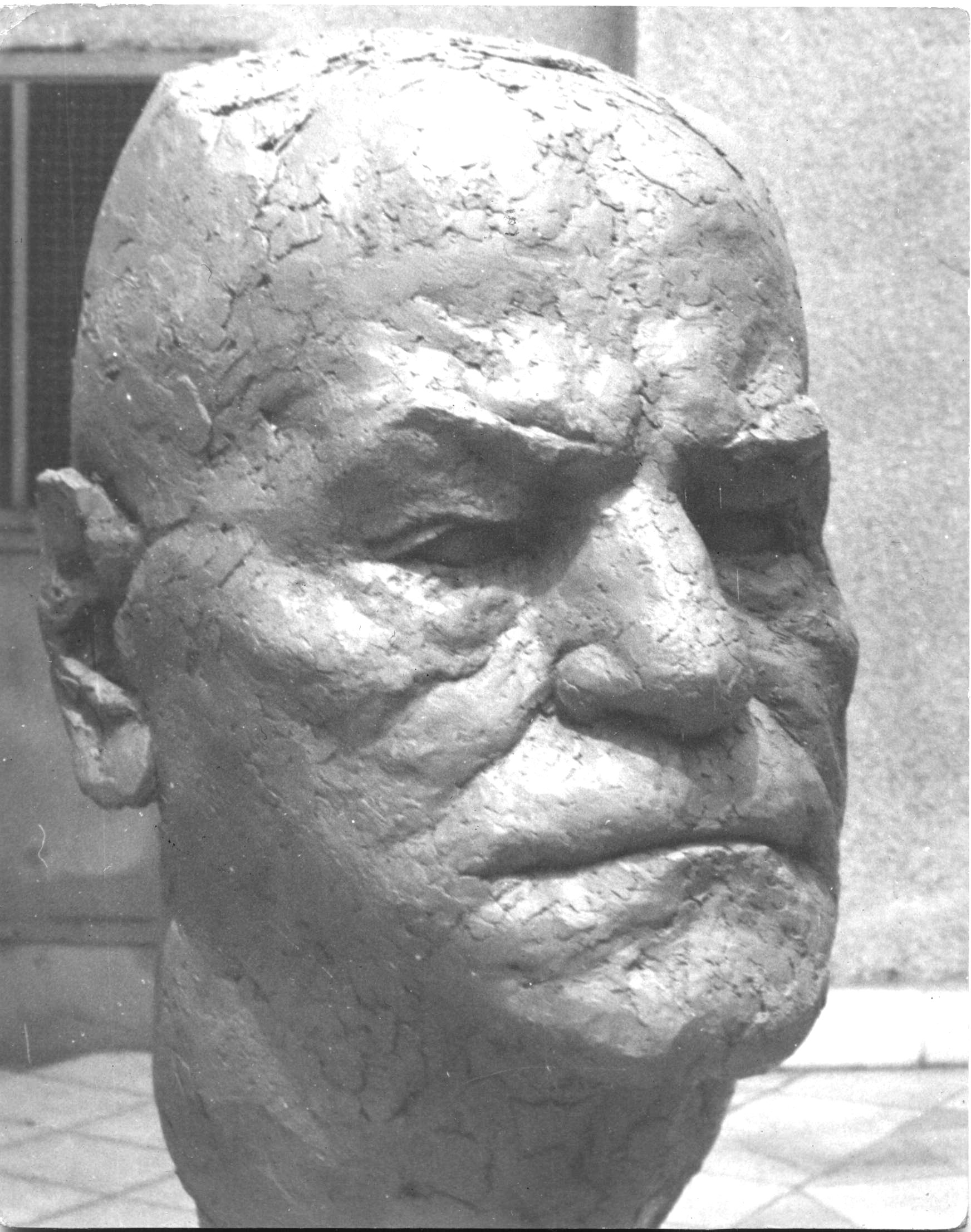
Скульптура
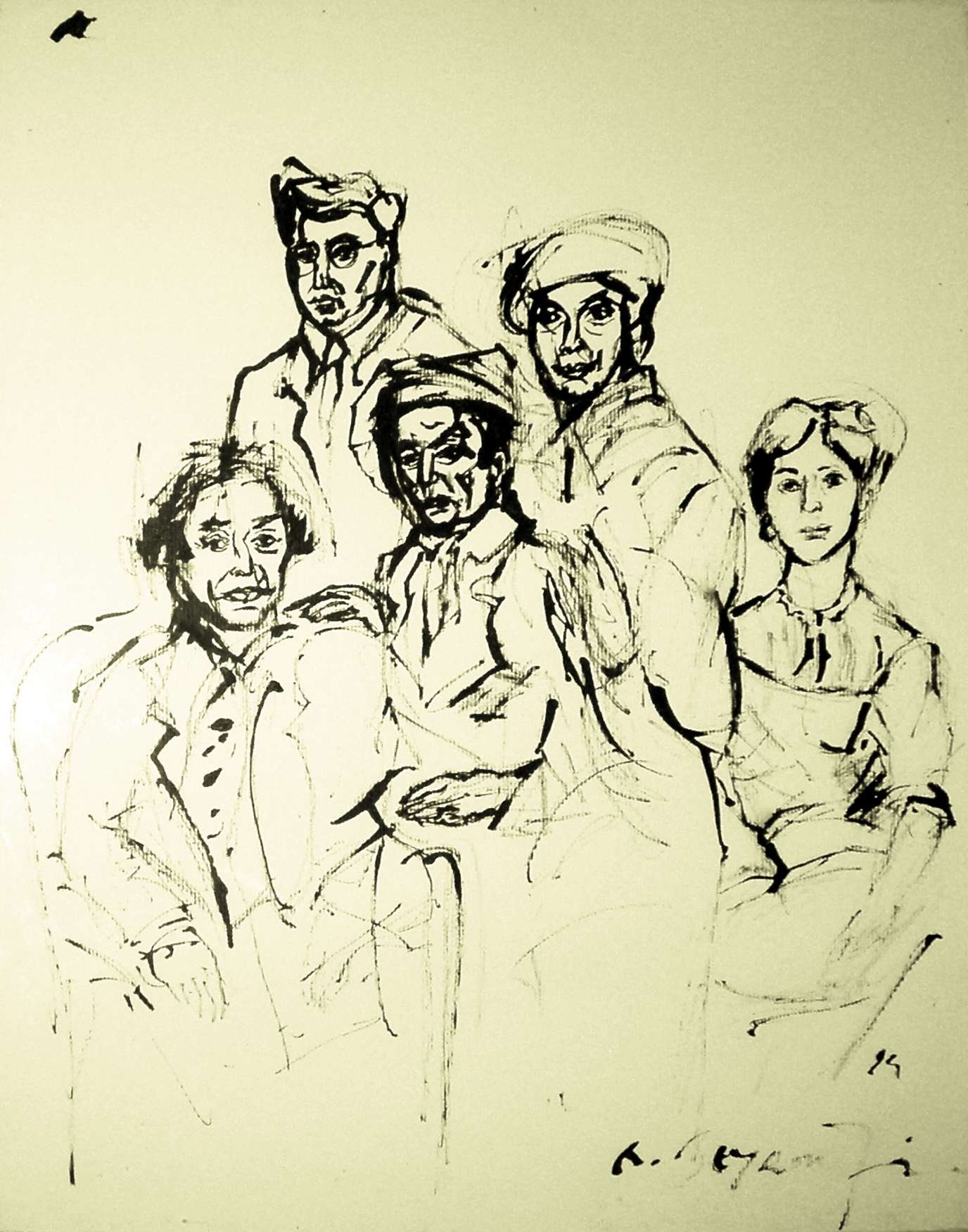
Монохромное
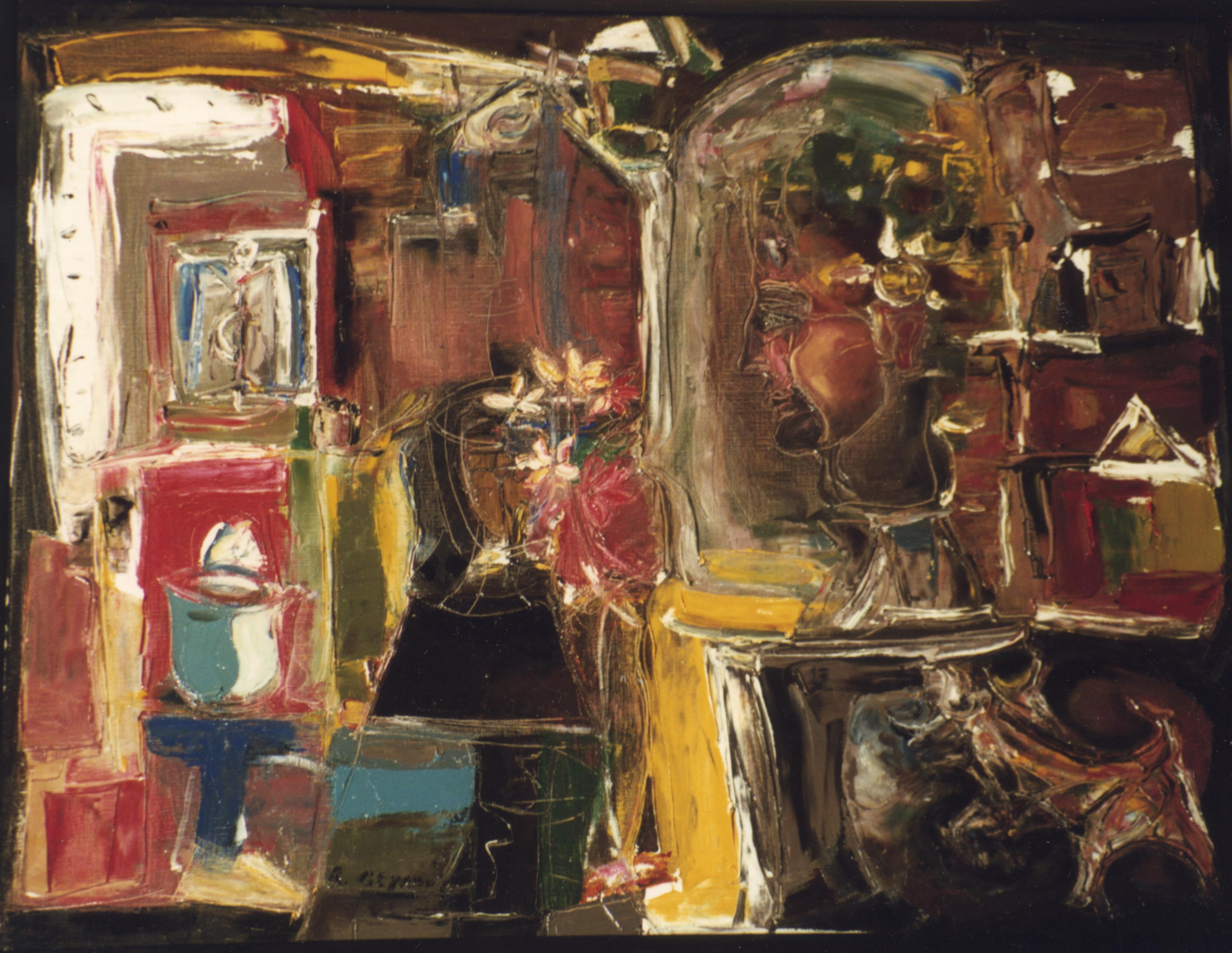
Холст, масло
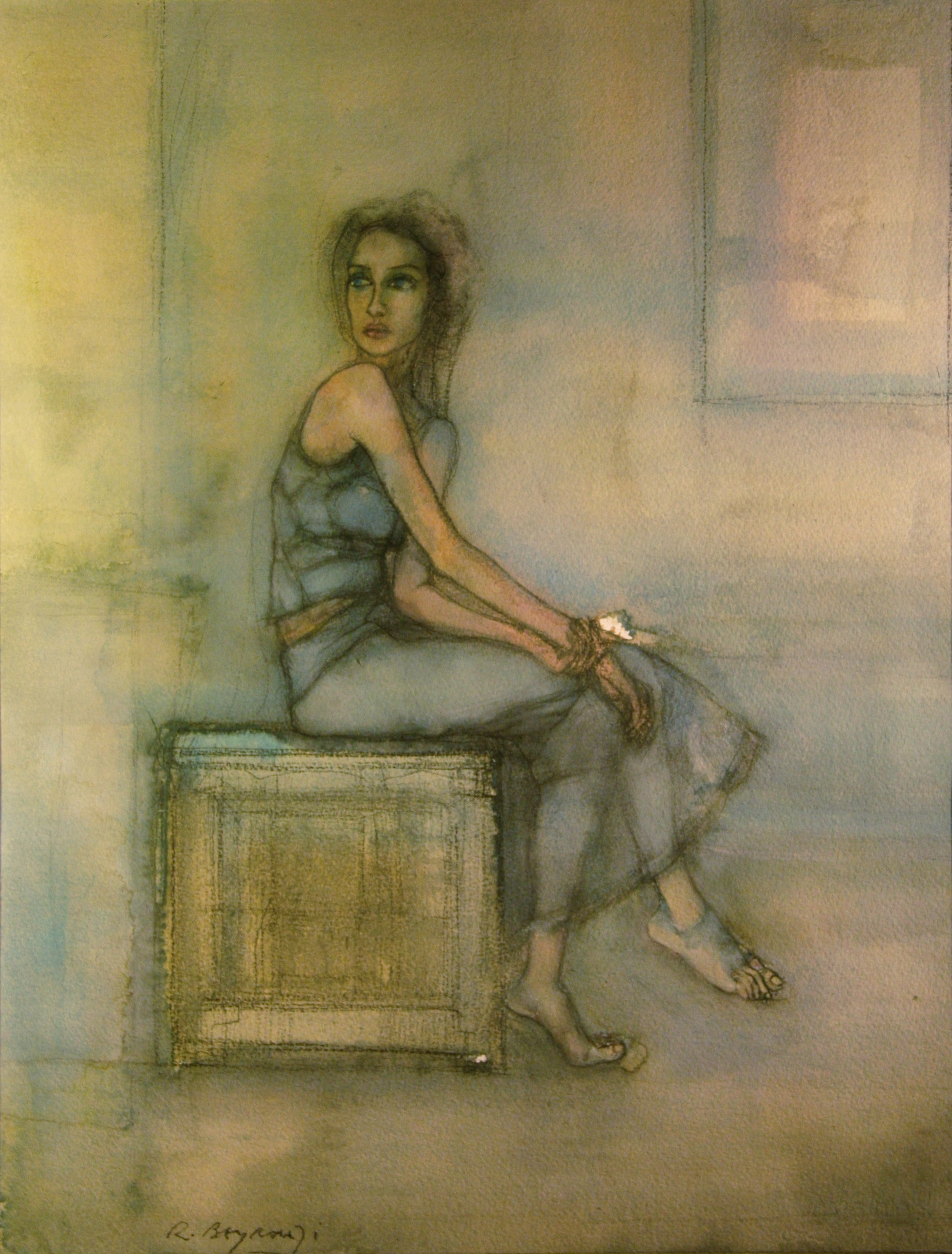
Бумага, тушь

## Скульптуры
- Платон, 1968 г.
- Человек и время, 1968 г.

## Картины
Среди работ художника — картины маслом и рисунки тушью. Один из рисунков (54x58 см) был приобретён регионом Нижняя Нормандия 24 февраля 1984 года по цене 7200 французских франков.